# Magyarország legmagasabb építményei
Az alábbi táblázatok tartalmazzák Magyarország jelenlegi, egykori, és tervezett legmagasabb (50 méter feletti) építményeit.

## Jelenlegi építmények
| Kép | Név | Település                | Magasság (méter) | Emeletek száma | Épült                                                  | Megjegyzés |
| --- | --- | ------------------------ | ---------------- | -------------- | ------------------------------------------------------ | --- |
|     | Lakihegyi adótorony                                                                                         | Szigetszentmiklós        | 314              | –              | 1933                                                   | Megépítése, azaz 1933 óta a lakihegyi adótorony számít Magyarország legmagasabb építményének. Szerkezete 284 méter magas, elnyújtott oktaéder alakú. 30 méteres kitolható hangolócsövével együtt eléri a 314 méteres magasságot. |
|     | Solti adótorony                                                                                             | Solt                     | 304              | –              | 1974–1977                                              | A középhullámú (540 kHz) adótorony, mely tiszta időben messzire ellátszik, 304 méteres magasságával a második legmagasabb építmény (és egyben műtárgy) az országban. Ha a lakihegyi adótoronynak nem lenne a hangolócsöve, ez lenne a legmagasabb építmény az országban. |
|     | AES-Tisza II erőmű kéménye                                                                                  | Tiszaújváros             | 250              | 6              | 1973–1974                                              | Magyarország legmagasabb kéménye, épült: 1974 decemberében. A kémény vasbeton szerkezetű, valójában csak egy tartószerkezet, ezen belül helyezkedik el a négy, egyenként 4 méter átmérőjű füstcső. A kémény betonfalán belül egy felvonó is üzemel. |
|     | Kab-hegyi adótorony                                                                                         | Nagyvázsony              | 219[forrás?]     | –              | 1962                                                   | A magasabbik torony (TV-URH) 219, az alacsonyabbik (korábban URH, jelenleg használaton kívüli) 133 méter magas. TV-URH gerincadó állomás. |
|     | Szentesi tévétorony                                                                                         | Szentes                  | 235              | –              | 1960                                                   | A szentesi adótorony eredetileg 218 méter volt, a ráépítések 17 méterrel toldották meg magasságát, így ma 235 méter magas. A torony az ország legmagasabb TV-tornya. Csongrád-Csanád vármegye legmagasabb építménye. |
|     | Penyigei adótorony                                                                                          | Penyige                  | 217              | -              | 1992                                                   | A penyigei adótorony a Retro és a Kossuth rádiót közvetíti a környéken. TV-URH gerincadó állomás. |
|     | Dunamenti Erőmű kéményei                                                                                    | Százhalombatta           | 207              | 3              | 1960–1968, 1970-1976                                   | Az erőmű régi, 2007-2018 között lebontott blokkjainak három darab, egyenként 207 méteres kéménye mára Százhalombatta jelképévé vált. Mindegyik az ország második legmagasabb kéményének számít. Megfelelően tiszta időben akár Bakonyból és a Mátrából is látszanak. |
|     | Újudvari tévétorony                                                                                         | Újudvar                  | 206              | –              | 1972–1973                                              | Lent 18 m, 168 méter magasban 4 m átmérőjű a betontorony, fölötte acél antennaszerkezet található. TV-URH gerincadó. |
|     | Észak-budai Fűtőmű kéménye                                                                                  | Budapest III. kerülete   | 200              | 4              | 1977–1981                                              | Négy kezelőszintes, fogasléces felvonóval ellátott fűtőerőmű kémény. A vasbeton tornyot négy füstcső befogadására tervezték, jelenleg azonban csak kettő van benne. A harmadik legmagasabb kéménye az országnak. |
|     | Pécsi tévétorony                                                                                            | Pécs                     | 197              | 3              | 1973                                                   | Magyarország legmagasabb épülete. A tévéadás mellett étteremként, kilátóként is funkcionál és állandó kiállításnak is helyet ad. |
|     | Széchenyi-hegyi adótorony                                                                                   | Budapest XII. kerülete   | 192              | –              | 1958, 1975                                             | Az acélból készült antenna eredetileg 152 méteres volt, de ma már 175 méter magas, kitolt állapotában éri el a 192 méteres magasságot. |
|     | Komádi tévétorony                                                                                           | Komádi                   | 186              |                | 1968                                                   | 1965-ben döntöttek arról, hogy a Tiszántúl még be nem sugárzott területén a Magyar Televízió 1-es műsorának biztosítására tévéállomást kell létesíteni. A telephely kiválasztását különböző helyszíni mérések, egyéb előírt szempontok alapján a Posta Rádió- és Televízió Műszaki Igazgatósága munkatársai végezték és így esett akkoriban a választás Komádira. TV-URH gerincadó állomás.              |
|     | Kékestetői tévétorony                                                                                       | (Gyöngyös)               | 180              | –              | 1981                                                   | Csúcsa az 1200 méteres tengerszint feletti magasságot is megközelíti. Alsó részén nyitott kilátó és eszpresszó üzemel. |
|     | Csávolyi tévétorony                                                                                         | Csávoly                  | 165              | –              | 1989                                                   | TV-URH gerincadó állomás. |
|     | Kiskunfélegyháza Rádiótávközlési Központ                                                                    | Kiskunfélegyháza         | 162              | –              | 1987                                                   | |
|     | Tatabányai Hőerőmű kéménye                                                                                  | Tatabánya                | 160              | –              | 1970–1971                                              | |
|     | Magyar Telekom adótorony                                                                                    | Szeged                   | 158              | –              | 1992                                                   | 101 méter a „betontest” és 57 m rajta az „acélcsutka”. Lásd még: Szeged legmagasabb építményei |
|     | Soproni tévétorony                                                                                          | Sopron                   | 154              | –              | 1966–1970                                              | Az adótorony csúcsáról 2014 nyarán eltávolították az UHF antennát a digitális átállás miatt, így az addigi 164 méteres magassága 8 méterrel csökkent. A torony többszintes, teraszos szerkezete alkalmas lenne kilátóként való használatra, ennek ellenére nem látogatható. |
|     | Száva utcai adótorony                                                                                       | Budapest X. kerülete     | 154              | –              | 1988                                                   | Alsó 100 métere vasbeton, felső része acélszerkezetű. |
|     | A miskolci Tatár úti Fűtőerőmű kéménye                                                                      | Miskolc                  | 150              | –              | 1970                                                   | Magyarország negyedik legmagasabb kéménye. |
|     | Balatonszabadi rádióállomás                                                                                 | Siófok                   | 146              | –              | 1952–1953                                              | Az adótorony hivatalos neve Balatonszabadi rádióállomás, közigazgatásilag azonban Siófok külterületén, az M7-es autópálya mellett helyezkedik el. |
|     | Kiskőrösi adótorony                                                                                         | Kiskőrös                 | 146              | –              | ?                                                      | Csengőd/Kiskőrös — TV-URH gerincadó állomás |
|     | Kelenföldi Erőmű egykori kéménye                                                                            | Budapest XI. kerülete    | 146              | –              | ?                                                      | Használaton kívüli. 2018 óta már csak az acélváza áll. |
|     | Mol Campus                                                                                                  | Budapest XI. kerülete    | 143              | 28             | 2019-2022                                              | Budapest és az ország legmagasabb épülete, ennél már csak a műtárgyak (adótornyok és vasbetonszerkezetű erőmű- és gyárkémények) magasabbak. Az ország legmagasabb irodaépülete. |
|     | Gerecse tévétorony                                                                                          | Süttő (Gerecse)          | 130              | –              | 1969–1971                                              | A II. világháború után Ausztria és Csehszlovákia területét lehallgató állomás állt itt. A jelenlegi torony az alapozáshoz alkalmas tömör szikla miatt került erre a helyre. TV-URH gerincadó állomás. |
|     | Hegyhátsáli tévétorony                                                                                      | Hegyhátsál               | 130              | –              | ?                                                      | TV-URH gerincadó állomás. |
|     | Marcali rádióállomás                                                                                        | Somogyszentpál           | 126              | –              | ?                                                      | [ 19 ] |
|     | Újpesti Erőmű kéménye                                                                                       | Budapest IV. kerülete    | 122              | –              | ?                                                      | |
|     | Meteorológiai mérőtorony a paksi atomerőmű területén                                                        | Paks                     | 120              | –              | 1979                                                   | A legmagasabb, kifejezetten meteorológiai célú mérőtorony Magyarországon. A tornyon 20, 50 és 120 m magasan végeznek hőmérséklet, nedvesség, szélsebesség, szélirány és szélirány fluktuáció méréseket. Az adatok egy esetlegesen bekövetkező, a környezetet is érintő atomerőmű-baleset során nyújtanának alapvető információt a terjedési számítások számára.                                          |
|     | Kozármislenyi adóállomás                                                                                    | Kozármisleny             | 115              | –              | 1986                                                   | Baranya vármegye második legmagasabb építménye. Középhullámú (KH) adóállomás. |
|     | Győri tévétorony                                                                                            | Győr                     | 113              | –              | 1968-1970                                              | |
|     | Pallagi adótorony                                                                                           | Debrecen                 | 113              | –              | ?                                                      | TV-URH gerincadó állomás. |
|     | Tokaji adótorony                                                                                            | Tokaj                    | 112              | –              | 1960                                                   | TV-URH gerincadó állomás |
|     | Székesfehérvári Fűtőerőmű kéménye                                                                           | Székesfehérvár           | 105              | -              | ?                                                      | A vasbeton szerkezetű kémény magassága az alapzattól a tetejéig 105 méter. Fejér vármegye legmagasabb építménye és egyben műtárgya. Az ország ötödik legmagasabb kéménye. |
|     | Királyegyházi Cementgyár hőcserélő tornya                                                                   | Királyegyháza            | 105              | –              | 2007-2011                                              | [ 25 ] |
|     | Beremendi Cementgyár hőcserélő tornya                                                                       | Beremend                 | 104              | –              | 2007-2009                                              | [ 26 ] |
|     | Nagyboldogasszony- és Szent Adalbert-főszékesegyház                                                         | Esztergom                | 100              | –              | 1822–1869                                              | Magassága a kripta aljától (padlósíkjától) a kupola keresztjének csúcsáig értendő. A kriptapadlótól a két oldaltorony keresztjeinek csúcsáig 57 méter magas. A járdaszinttől a kupola keresztje 88, a tornyoké 45 méter magasan van. Komárom-Esztergom vármegye és az ország legmagasabb temploma. |
|     | Paksi atomerőmű szellőzőkéményei                                                                            | Paks                     | 100              | –              | 1981–1987                                              | A négy reaktor egy-egy szellőzőkéménye. Effektív magasságuk kb. 130 m. |
|     | Zalaegerszegi tévétorony, Bazita                                                                            | Zalaegerszeg             | 100              | –              | 1970–1973                                              | Antennával együtt. |
|     | Temesi utcai adótorony                                                                                      | Székesfehérvár           | 100              | –              | 2000-es évek                                           | Fejér megye 2. legmagasabb építménye. |
|     | Pécsi Hőerőmű kéményei                                                                                      | Pécs                     | 100              | -              | 1955–1966                                              | Eredetileg három kémény épült, melyek közül az egyik később elbontásra került. Pécs második legmagasabb építményei. |
|     | Tiszai Vegyi Kombinát egykori műtrágyagyár véggázkéménye                                                    | Tiszaújváros             | 100              | -              | 1963                                                   | Vasbeton szerkezetű kémény (a vasbeton köpenyfal magassága 80 méter), amely a 60-as évek elején kezdődött nitrogénműtrágya-gyár beruházás részeként épült a 31. sz. ÁÉV kivitelezésében. Tervezője Lipták László, aki akkoriban a TVK generáltervezési főosztályán dolgozott. Jellegzetes építmény, az egykori TVK logójában is megjelent. Jelenleg távközlési átjátszók tartószerkezeteként funkcionál. |
|     | Komlói Fűtőerőmű kéménye                                                                                    | Komló                    | 97,5             | -              | ?                                                      | [ 32 ] |
|     | Ceglédi TV-torony                                                                                           | Cegléd                   | 97               | -              | ?                                                      | Cegléd legmagasabb épülete. |
|     | Országház (Parlament)                                                                                       | Budapest V. kerülete     | 96               |                | 1885–1904                                              | Budapest második legmagasabb épülete. |
|     | Szent István-bazilika                                                                                       | Budapest V. kerülete     | 96               | –              | 1905                                                   | A bazilika kupolája 96 méter magas, a nyugatra néző főhomlokzatot feltűnővé tevő harangtornyok egyenként 79 méteresek. Magyarország 2. legmagasabb temploma, Budapest harmadik legmagasabb épülete. |
|     | Jármi adótorony                                                                                             | Jármi                    | 96               | –              |                                                        | TV-URH torony |
|     | A Şişecam kaposvári üveggyárának kéménye                                                                    | Kaposvár                 | 96               | –              | 2024                                                   | Kaposvár legmagasabb építménye. |
|     | Uzdi adótorony                                                                                              | Sárszentlőrinc - Uzd     | 94               | -              | ?                                                      | TV-URH gerincadó állomás |
|     | ORFK-torony                                                                                                 | Budapest II. kerülete    | 92               | -              | ?                                                      | 2013-tól digitális gerincadó is |
|     | Szegedi tévétorony                                                                                          | Szeged                   | 90               | -              | 1988                                                   | Szeged második legmagasabb építménye. |
|     | Nagyvárad téri Elméleti Tömb (NET) SOTE                                                                     | Budapest VIII. kerülete  | 88               | 23             | 1976                                                   | Budapest 4. legmagasabb épülete. A elméleti tömb megépítésére azért volt szükség, mert a Semmelweis Egyetem súlyos helyhiánnyal küzdött. Az épület Wágner László tervei alapján készült el, a kivitelező a 21. sz. Állami Építőipari Vállalat, mai nevén Magyar Építő Zrt. volt. |
|     | Kőbányai Szent László-templom                                                                               | Budapest X. kerülete     | 83               | –              | 1894-1899                                              | A torony magassága 83 méter. Budapest negyedik legmagasabb épülete, az ország 3. legmagasabb temploma. |
|     | Nagyboldogasszony-templom                                                                                   | Bátaszék                 | 82,45            | -              | 1842                                                   | Tolna vármegye legmagasabb épülete, az ország 4. legmagasabb temploma. |
|     | Szolnoki toronyház                                                                                          | Szolnok                  | 81               | 24             | 1975                                                   | Jász-Nagykun-Szolnok vármegye legmagasabb épülete. Jelenleg a legmagasabb lakóépület Magyarországon. |
|     | Fogadalmi Templom                                                                                           | Szeged                   | 81               | –              | 1913–1930                                              | Csongrád-Csanád vármegye legmagasabb épülete, az ország 5. legmagasabb temploma. |
|     | MOL Petrolkémia Zrt. Olefingyár véggázkéménye                                                               | Tiszaújváros             | 80               | –              | ?                                                      | Vasbeton szerkezetű kémény. |
|     | Rózsafüzér Királynéja-templom                                                                               | Budapest XIV. kerülete   | 80               | –              | 1912-1914                                              | A torony magassága a kereszt csúcsáig 80 méter. |
|     | Erzsébetváros-Rózsák terei templom                                                                          | Budapest VII. kerülete   | 76               | –              | 1895–1901                                              | A tornyok magassága 76 méter. |
|     | Kakas-templom (református)                                                                                  | Miskolc                  | 76               | –              | 1786-1808                                              | Borsod-Abaúj-Zemplén vármegye legmagasabb épülete. A legmagasabb hazai református templom. |
|     | Nagytemplom                                                                                                 | Kecskemét                | 75               | –              | 1774–1806                                              | Bács-Kiskun vármegye legmagasabb épülete. |
|     | Alcantarai Szent Péter-templom                                                                              | Budapest V. kerülete     | 75               | –              | 1717–1743                                              | |
|     | Református templom                                                                                          | Nagykőrös                | 75               | –              | 1844-1848                                              | Pest vármegye legmagasabb épülete. |
|     | Debreceni toronyház                                                                                         | Debrecen                 | 79               | 22             | 1969–1973                                              | Hajdú-Bihar vármegye legmagasabb épülete |
|     | Mátyás-templom                                                                                              | Budapest I. kerülete     | 74               | –              | 1874–1896                                              | |
|     | Csepeli víztorony                                                                                           | Budapest XXI. kerülete   | 73               | –              | 1980–1984                                              | Magyarország legmagasabb víztornya. |
|     | Az Országos Nyugdíjfolyósító Intézet székháza (2017 óta: Magyar Államkincstár Nyugdíjfolyósító Igazgatóság) | Budapest XIII. kerülete  | 73               | 15             | 1968–1973                                              | Magassága 73 méter. |
|     | Szent Rókus-templom                                                                                         | Szeged                   | 72               | –              | 1905-1909                                              | Szeged negyedik legmagasabb épülete és második legmagasabb temploma. |
|     | Nagytemplom                                                                                                 | Pápa                     | 72               | –              | 1774–1786                                              | A tornyok magassága 72 méter. Veszprém vármegye legmagasabb épülete. |
|     | Avasi kilátó (TV torony)                                                                                    | Miskolc                  | 72               | –              | 1963                                                   | Hofer Miklós és Vörös György tervei alapján épült. |
|     | Víztoronyház                                                                                                | Budapest XV. kerülete    | 70,93            | 18             | 1975                                                   | A legmagasabb budapesti lakóépület |
|     | Józsefvárosi Szent József templom                                                                           | Budapest VIII. kerülete  | 70               | –              | 1797-1814                                              | A tornyok magassága 70 méter. |
|     | Belvárosi templom                                                                                           | Esztergom                | 70               | –              | 1756–1762                                              | Komárom-Esztergom megye második legmagasabb épülete. |
|     | Evangélikus nagytemplom                                                                                     | Békéscsaba               | 70               | –              | 1807–1824                                              | Békés vármegye legmagasabb épülete. A legmagasabb hazai evangélikus templom. |
|     | Karmelita templom                                                                                           | Budapest XIII. kerülete  | 70               | –              | 1898–1899                                              | |
|     | Rákospalotai főplébániatemplom                                                                              | Budapest XV. kerülete    | 70               | –              | 1900                                                   | |
|     | Gyöngyösi toronyház                                                                                         | Gyöngyös                 | 70               | 20             | 1971                                                   | Heves vármegye legmagasabb épülete |
|     | „Húszemeletes”                                                                                              | Miskolc                  | 70               | 18*            | 1966–1968                                              | *Az épületet a városban mindenki "húszemeletesként" emlegeti, ám valójában csak 18 emeletes, plusz a földszint, valamint a keleti irányban egy mélyföldszinttel együtt van 20 szintes. Tervező: ÉSZAKTERV (Nagy Zoltán és Rózsa Sándor). Csúszózsalus, vasbeton szerkezetű épület. Évek óta lakatlan. |
|     | Garzonházak                                                                                                 | Salgótarján              | 70               | 18             | 1970–1974                                              | Nógrád vármegye legmagasabb épülete |
|     | Dunaújváros/víztorony, Martinovics utca – URH-FM+TV-reléadó, DVB-T adóállomás                               | Dunaújváros              | 68               | -              | 1970-1972                                              | |
|     | Schönherz Kollégium                                                                                         | Budapest XI. kerülete    | 67               | 20             | 1976–1981                                              | |
|     | Bakáts téri templom                                                                                         | Budapest IX. kerülete    | 66,7             | –              | 1865–1879                                              | |
|     | Rókusi víztorony                                                                                            | Szeged                   | 66,5             | –              | 1985                                                   | |
|     | Rákóczi-torony (Nagykállói református templom harangtornya)                                                 | Nagykálló                | 66               | –              | 1733                                                   | Szabolcs-Szatmár-Bereg vármegye legmagasabb épülete. A torony 66 méteres magasságával hosszú ideig az Alföld legmagasabb kőépítménye! |
|     | Vízügyi székház                                                                                             | Szolnok                  | 66               | 16             | 1975                                                   | Irodaház |
|     | Budavári Palota kupola                                                                                      | Budapest I. kerülete     | 65               | -              | 1964                                                   | |
|     | Tubesi katonai adótorony                                                                                    | Pécs                     | 65               | –              | 1982                                                   | [ 45 ] |
|     | Nagyboldogasszony-főszékesegyház                                                                            | Kalocsa                  | 65               | –              | 1735-1738                                              | A tornyok magassága 65 méter. Bács-Kiskun megye második legmagasabb épülete. |
|     | Terézvárosi Szent Teréz-templom                                                                             | Budapest VI. kerülete    | 65               | –              | 1801–1809                                              | |
|     | Passzív rádióelektronikai felderítő állomás                                                                 | Telkibánya               | 65               | ?              | 2003–2004                                              | |
|     | Agora Tower                                                                                                 | Budapest XIII. kerülete  | 65               | 16             | 2017-2020                                              | |
|     | Körszálló                                                                                                   | Budapest II. kerülete    | 64               | 19             | 1967                                                   | |
|     | Europe Tower                                                                                                | Budapest XIII. kerülete  | 64               | 17             | 2005                                                   | Az Erste Bank székháza |
|     | Újszegedi magasház                                                                                          | Szeged                   | 64               | 17             | 1977                                                   | Szeged legmagasabb lakóháza 120 lakással. |
|     | Református templom                                                                                          | Dévaványa                | 63               | –              | 19. század                                             | |
|     | Miskolci Egyetem E/7 épület (korábban kollégium, ma irodaház)                                               | Miskolc                  | 63               | 15             | 1968                                                   | 2005–2006-ban 5 szintet visszabontottak. |
|     | PICK-torony                                                                                                 | Szeged                   | 63               | 14             | 1972–1975                                              | Szeged hatodik legmagasabb épülete 14 emelettel. A termelési kapacitást 70%-kal növelő szárítótorony „Marton-féle” szabadalmon alapuló klímaberendezése függetlenítette az időjárástól a szalámigyártást. |
|     | Nagyboldogasszony-székesegyház                                                                              | Kaposvár                 | 63               | –              | 1885–1886                                              | A főtorony magassága 63 vagy 47 méter. Somogy vármegye legmagasabb épülete. |
|     | Sarlós Boldogasszony-székesegyház                                                                           | Szombathely              | 62,5             | –              | 1791–1806                                              | A tornyok magassága 62,5 méter. Vas vármegye legmagasabb épülete |
|     | Mindszenti templom                                                                                          | Miskolc                  | 62               | –              | 1724–1880                                              | A tornyok magassága 62 méter. |
|     | Duna Tower                                                                                                  | Budapest XIII. kerülete  | 62               | 15             | 2004-2006                                              | Magyarország 36. legmagasabb épülete |
|     | „Húszemeletes”                                                                                              | Veszprém                 | 62               | 20             | 1975                                                   | Veszprém megye második legmagasabb épülete. |
|     | Szilágyi Dezső téri református templom                                                                      | Budapest I. kerülete     | 62               | –              | 1893–1896                                              | A torony magassága 62 méter. |
|     | Szent Márton-plébániatemplom                                                                                | Kunszentmárton           | 62               | –              | 1781–1784                                              | Jász-Nagykun-Szolnok megye legmagasabb temploma. |
|     | Református templom                                                                                          | Hajdúnánás               | 62               | –              | 1810                                                   | A torony magassága 62 méter. Hajdú-Bihar megye második legmagasabb épülete. |
|     | Békéscsabai társszékesegyház                                                                                | Békéscsaba               | 61               | –              | 1910                                                   | |
|     | Karmelita templom                                                                                           | Székesfehérvár           | 61               | –              | 1731–1769                                              | A torony magassága 61 méter. |
|     | Szervita templom                                                                                            | Budapest V. kerülete     | 61               | –              | 1725–1732                                              | |
|     | Református nagytemplom                                                                                      | Debrecen                 | 61               | –              | 1803–1823                                              | |
|     | Zagyvaparti toronyház                                                                                       | Szolnok                  | 61               | 18             | 1970                                                   | Nem összekeverendő a vasútállomás mellett álló 81 m magas, 24 emeletes épülettel. |
|     | Református nagytemplom                                                                                      | Cegléd                   | 61               | –              | 1836-1857                                              | A kupola magassága 61, az északkeletre néző főhomlokzaton a tornyoké 50 méter. |
|     | Nagyboldogasszony-templom                                                                                   | Szentgotthárd            | 60,5             | –              | 1748–64                                                | Vas megye második legmagasabb épülete. |
|     | Újszegedi víztorony                                                                                         | Szeged                   | 60               | –              | 1973                                                   | |
|     | Tarjáni víztorony                                                                                           | Szeged                   | 60               | –              | 1970                                                   | |
|     | Kegytemplom                                                                                                 | Máriapócs                | 60               | –              | 1731–1749                                              | |
|     | Belvárosi evangélikus templom                                                                               | Miskolc                  | 60               | –              | 1817–1864                                              | A torony magassága 60 méter. Magyarország második legmagasabb evangélikus temploma. |
|     | Pécsi székesegyház                                                                                          | Pécs                     | 60               | –              | 1891                                                   | A négy saroktorony magassága 60 méter. |
|     | Kassai téri toronyház                                                                                       | Budapest XIV. kerülete   | 60               | 17             | 1967                                                   | |
|     | Az Országos Rendőr-főkapitányság épülete (Rendőrpalota)                                                     | Budapest XIII. kerülete  | 60               | 17             | 1995–1997                                              | Az URH antennával együtt 93 méter magas. |
|     | Szent Kereszt-templom                                                                                       | Tata                     | 60               | -              | 1751–1784                                              | A tornyok magassága 60 méter. |
|     | Verestemplom                                                                                                | Debrecen                 | 58,5             | –              | 1886-1888                                              | |
|     | Tűztorony                                                                                                   | Sopron                   | 58               | –              | 1290–1340                                              | Győr-Moson-Sopron vármegye legmagasabb épülete |
|     | Városháza                                                                                                   | Győr                     | 58               | 2              | 1896–1898                                              | |
|     | Római katolikus templom                                                                                     | Törökszentmiklós         | 58               | –              | 1898–1900                                              | A tornyok magassága 58 méter. |
|     | Egek Királynéja-templom                                                                                     | Budapest IV. kerülete    | 58               | –              | 1875–1881                                              | A torony magassága 58 méter. |
|     | Örökimádás-templom                                                                                          | Budapest IX. kerülete    | 58               | –              | 1904–1908                                              | |
|     | Minorita templom                                                                                            | Eger                     | 57               | –              | 1773–1775                                              | A tornyok magassága 57 méter. Heves vármegye második legmagasabb épülete. |
|     | Jézus Szíve templom                                                                                         | Kőszeg                   | 57               | –              | 1898–1900                                              | Vas megye harmadik legmagasabb épülete. |
|     | Egyetemi templom                                                                                            | Budapest V. kerülete     | 56               | –              | 1715–1742                                              | |
|     | Római katolikus templom                                                                                     | Nagymaros                | 56               | –              | 1771–1772                                              | |
|     | Sarlós Boldogasszony-bazilika                                                                               | Siklós - Máriagyűd       | 56               | –              | 1742                                                   | A tornyok magassága 56 méter. Baranya megye második legmagasabb épülete. |
|     | Római katolikus templom                                                                                     | Polgár                   | 56               | –              | 1858                                                   | |
|     | Városháza                                                                                                   | Hódmezővásárhely         | 56               | -              | 1892–1894                                              | |
|     | Minorita templom                                                                                            | Miskolc                  | 56               | –              | 1729–1734                                              | |
|     | Nagyboldogasszony-székesegyház                                                                              | Vác                      | 55               | –              | 1761–1777                                              | A kupola 55, a délnyugatra néző főhomlokzatot feltűnővé tevő két torony egyenként 44 méteres. |
|     | Nagyboldogasszony-templom                                                                                   | Csongrád                 | 55               | –              | 1769–1784                                              | |
|     | Szent Anna-székesegyház                                                                                     | Debrecen                 | 55               | –              | 1721–1746                                              | A tornyok magassága 55 méter. |
|     | Főapátság                                                                                                   | Pannonhalma              | 55               | –              | 1823                                                   | Győr-Moson-Sopron megye legmagasabb temploma. |
|     | Főszékesegyház                                                                                              | Eger                     | 55               | –              | 1836                                                   | Szerkezetmagassága az altemplom padlósíkjától a tornyok keresztjeinek csúcsáig 60, a járdaszinttől a toronycsúcsokig 53 méter. A kupola feltűnően alacsonyabb, csak 37 méter magas. Heves megye harmadik legmagasabb épülete. |
|     | Felsővízivárosi Szent Anna-templom                                                                          | Budapest I. kerülete     | 55               | –              | 1740–1761                                              | A tornyok magassága 55 méter. |
|     | Szent István-templom                                                                                        | Kalocsa                  | 55               | –              | 1860                                                   | |
|     | Fasori evangélikus templom                                                                                  | Budapest VII. kerülete   | 55               | –              | 1905                                                   | |
|     | Tudomány és Technika Háza                                                                                   | Kecskemét                | 55               | ?              | 1864–1868                                              | Egykori zsinagóga. Az 1911-es kecskeméti földrengés következtében a zsinagóga kupolája megdőlt, a falak megrepedtek és a kupolát le kellett bontani. A renoválás során a korábbi hagymaformájú kupola helyére egy lótuszbimbó formájú perzsakupola került. |
|     | Metrodom Lakópark                                                                                           | Budapest IV. kerülete    | 55               | 17             | 2017-2020                                              | Négy darab, 17 emeletes torony alkotja. |
|     | Szent István téri víztorony                                                                                 | Szeged                   | 54,9             | –              | 1904                                                   | |
|     | Uránvárosi toronyház                                                                                        | Pécs                     | 54               | 17             | 1969–1971 Pécs legmagasabb lakóháza volt 102 lakással. | |
|     | Református Újtemplom                                                                                        | Pápa                     | 54               | –              | 1932–1941                                              | A tornyok magassága 54 méter. |
|     | Kőbányai református templom                                                                                 | Budapest X. kerülete     | 54               | –              | 1900                                                   | Jelentős méretei, tömeghatása a körbeépítettség és a templom előtti tér hiánya miatt nem érvényesül. A nyugati sarkon különálló, a templommal mellvédfallal összekötött, 54 méter magas, karcsú torony magasodik, csúcsán csillaggal. A főhomlokzat másik oldalán lévő, az oldalhajóból kiemelkedő kistorony jóval alacsonyabb, 35 méter magas és a sisak kakasban végződik.                             |
|     | A ferihegyi repülőtér irányítótornya                                                                        | Budapest XVIII. kerülete | 53               | 13             | 1983                                                   | A radarral együtt mért magasság. A Boston Logan toronyra kísértetiesen hasonlító ferihegyi irányítótorony először a 7. szinttől a 13. szintig épült be. Az irányítóhelyiség a 11. emeleten foglal helyet. Az épület bővíthetőségét először 2000-ben használták ki, amikor is további két szintet építettek be a torony pilonjai közé.                                                                    |
|     | Ótemplom | Kiskunfélegyháza         | 53               | –              | 1753                                                   | A Város első középülete a Sarlós Boldogasszony templom, vagy ahogy jobban ismerik az Ótemplom volt, melyet 1749-ben kezdtek el építeni. Bár 1753-ban már állt, tornya az építők ügyetlensége folytán 1754-ben ledőlt, s így újjá kellett építeni. 1770-től új tornyot építettek, melynek fazsindelyes teteje 1803-ban rézborítást kapott.                                                                |
|     | Egri csillagda (a Líceum tornya)                                                                            | Eger                     | 53               | 11             | 1762–1776                                              | A Líceumnak (az Eszterházy Károly Katolikus Egyetem épületének) K-i homlokzatának középtengelyében csillagvizsgáló torony emelkedik. Más források szerint 59 ill. 60 m magas. 150 évig a legnagyobb szintszámú épület, több mint 100 évig a legmagasabb világi épület volt. Jelenleg Heves vármegye 4. legmagasabb épülete.                                                                              |
|     | Agrokomplex Central Soya Zrt. takarmánygyárának tornya                                                      | Zichyújfalu              | 53               | -              | 1971–1972                                              | A zichyújfalui Agrokomplex Central Soya Zrt. takarmánygyárának vasbeton tornya 53 méter magas. |
|     | Puskás Aréna                                                                                                | Budapest XIV. kerülete   | 52               |                | 2016-2019                                              | |
|     | Keresztelő Szent János-templom                                                                              | Szeged-Kiskundorozsma    | 52               | –              | 1822                                                   | Római katolikus templom, copf stílusban épült 1793-1822 között. A templom tornya 1822-ben épült. |
|     | Belvárosi templom                                                                                           | Budapest V. kerülete     | 52               | –              | 1725-1739                                              | Kéttornyú barokk templom, a román épületrészek a 12., a gótikus épületrészek a 15., a barokk részek a 18. századból. A Barokk átépítés Paur György tervei alapján történt 1725-1739 között, a tornyok magassága 52 méter. |
|     | Prohászka-templom                                                                                           | Székesfehérvár           | 52               | –              | 1929–1933                                              | A Prohászka Ottokárról, Székesfehérvár egykori püspökéről elnevezett templom hatalmas kupolájának magassága 52 méter. |
|     | Szent Imre-templom                                                                                          | Székesfehérvár           | 52               | –              | 1720-1743                                              | Római katolikus, volt ferences (Szent Imre) templom. Korábbi kápolna, ill. a királyi palota helyén épült barokk stílusban 1720-1742 között. Az 52 m magas torony 1866-ban épült. |
|     | Víztorony                                                                                                   | Tiszaújváros             | 52               | -              | 1964                                                   | [ 66 ] |
|     | Bethlen utcai toronyház                                                                                     | Debrecen                 | 52               | 16             | 1973                                                   | Bethlen utca 49. alatti 16 emeletes toronyház |
|     | Romtemplom                                                                                                  | Zsámbék                  | 51               | –              | 1220-1235                                              | Templom- és kolostorrom, volt premontrei prépostság. A templom román stílusú, 13. sz. első fele, átépítve 1475-ben. A kolostor gótikus, 15. sz. Elpusztult 1763-ban. A magasabbik torony magassága 51 méter. |
|     | Evangélikus Nagytemplom                                                                                     | Nyíregyháza              | 51               |                | 1784–1786                                              | Műemlék |

Megjegyzésa táblázathoz: a 60-70-80-as években épült toronyházak magasságai a pontos adatok hiányában becsült értékek az épületek szerkezete alapján.
A táblázatban felsoroltakon túl van néhány építmény Magyarországon, amelyek magassága eléri vagy meghaladja az 50 métert, például:
- A legmagasabb szélturbina: 105 m a felsőzsolcai szélerőmű és a csetényi szélerőmű
- A legmagasabb híd: Kőröshegyi völgyhíd 88 m
- A legmagasabb pilon: Megyeri híd 100 m

## Tervezett építmények
| Kép | Név                  | Település               | Magasság (m) | Emeletek száma | Tervezett befejezés | Megjegyzés                |
| --- | -------------------- | ----------------------- | ------------ | -------------- | ------------------- | ------------------------- |
|     | The Twist            | Budapest XIII. kerülete | 90           | 23             |                     | Árpád híd pesti oldala    |
|     | „mini-Dubaj” projekt | Budapest XIV. kerülete  | 220–240      | ?              |                     | M3 bevezető út bal oldala |

## Egykori építmények
| Kép | Név                                                          | Település               | Magasság (m) | Emeletek száma | Épült         | Épület elpusztulása                                                                            | Megjegyzés |
| --- | ------------------------------------------------------------ | ----------------------- | ------------ | -------------- | ------------- | ---------------------------------------------------------------------------------------------- | --- |
|     | Diósdi rádiótornyok                                          | Diósd                   | 50-70        | -              | 1947-1949     | 1995                                                                                           | A mészkőbányától északkeletre 1942-1947 között épült a rövidhullámú rádióadó és zavaróállomás, majd 1983-ig üzemelt. Épületében a Magyar Posta 1992 óta Rádió- és Televíziómúzeumot működtet. Az 1947-1972 között felállított antennatornyokat az M0-as autóút átadását követően, 1995 körül bontották le. A helyükön azóta lakóházak épültek.    |
|     | Maroshegyi rádiótornyok                                      | Székesfehérvár          | 152          | -              | 1922–1923     | 2009                                                                                           | Az egyenként 152 méter magas, addigra már használaton kívüli acélszerkezetű tornyokat (északi és déli) 2009 szeptemberében bontották le. A helyükön azóta lakóházak épültek. A tornyok építésük idején az ország legmodernebb rádióállomásának részét képezték.                                                                                   |
|     | Borsodi Ércelőkészítőmű (BÉM) kéménye                        | Sajókeresztúr           | 103          | –              | 1968–1969     | Az egyes források szerint 106 méter magas kéményt 2020. március 6-án robbantással lebontották. | Vasbeton szerkezetű, csúszózsaluzattal épült kémény. Kivitelezője a 31. sz. ÁÉV és a Gyárkéményépítő Vállalat volt. Az ország 6. legmagasabb kéménye volt. |
|     | Nagyboldogasszony-főbazilika                                 | Székesfehérvár          | 65-90        | -              | 11-16. század | 17–18. század                                                                                  | A középkori Magyarország legnagyobb és legmagasabb temploma. Legmagasabb tornya, az ún. Pipó-torony egyes becslések szerint elérhette akár a 90 méteres magasságot. A bazilika, mely a Magyar Királyság adminisztrációs központja és koronázótemploma volt, az oszmán háborúk és a későbbi városújjáépítés idején pusztult el a 17-18. században. |
|     | Pécsi magasház                                               | Pécs                    | 84           | 25             | 1974–1976     | 2016                                                                                           | Eredetileg lakóépület volt, mint a legmagasabb panelház az országban. 1989-re kiürítették, mivel statikailag életveszélyessé vált. Bekerült a Guinness Rekordok Könyvébe mint Közép-Európa legmagasabb lakatlan lakóháza. 2016 márciusa és októbere között lebontották.                                                                           |
|     | Nyíregyházi hőerőmű kéményei                                 | Nyíregyháza             | 83           |                |               | 2006                                                                                           | A képen jobb oldali kéményt 2005-ben 83 méterről 40 méterre bontották vissza technológiaváltás miatt. |
|     | Az Országos Társadalombiztosító Intézet székházának a tornya | Budapest                | 71           | 18             | 1930–1931     | 1969                                                                                           | A főváros első toronyháza volt. Az Országos Társadalombiztosító Intézet (OTI) Fiumei úti székházegyüttesét 1930–1931 között egy 18 szintes, art déco stílusú toronyépülettel bővítették. Az időközben alkalmatlannak nyilvánított anyagból (bauxitbeton) épült tornyot 1969-ben visszabontották, amely így ma már csak 11 szintes.                |
|     | Fővárosi Vízművek székháza                                   | Budapest XIII. kerülete | 71           | 14             | 1978–1980     | 2019                                                                                           | 2019-ben lebontásra került, a helyére alacsonyabb, de sűrűbb beépítésű irodaházak épültek. |
|     | VITUKI-torony                                                | Budapest IX. kerülete   | 57           |                | 1976          | 2020. december 10.                                                                             | A Nemzeti Atlétikai Központ épült a helyén. |